# 中野あいみ
中野 あいみ（なかの あいみ、2001年〈平成13年〉4月7日 - ）は、日本のファッションモデル、女性アイドルグループ・原宿駅前パーティーズ「ふわふわ」の元メンバー。元nicola専属モデル、神奈川県出身。芸能事務所エーライツ所属。以前はライジングプロダクション所属。

## 略歴
2014年、ファッション雑誌『ニコラ』の第18回ニコラモデルオーディションで11,256人の応募者の中から青島妃菜、溝部ひかる、南沙良、川床明日香、宮原響と共にグランプリに選ばれる。同年10月号より専属モデル（ニコモ）として出演。
2015年4月から2016年3月24日まで、テレビ番組『おはスタ』に白本彩奈、同学年でもある井上玲音とともに「おはガール」として出演。
2016年1月、CONOMi主催「第3回制服アワード」でグランプリを受賞。同年4月、アイドルグループ「ふわふわ」としてメジャーデビュー。
2022年4月 ふわふわ脱退。4日には本人の都合によりライジングプロダクションとの契約終了が発表され、その直後に公式のブログとツイッターが消滅した。
時期は不明だが2023年時点では芸能事務所エーライツ所属。現在では舞台に出演することもあれば弟とともにYouTuberとして活動をすることもあり、ファンとの対面型の行事も実施することがある。

## 人物
- 好きなブランドは、PINK-latte、ハニーズ。
- 憧れの人物は菜々緒、高嶋芙佳。
- 趣味はショッピング、音楽を聴くこと。
- 好きな男性のタイプは、思いやりがあって、運動ができる人。
- 好きな食べ物は、オムライスとクレープ。
- ニコモになったきっかけは、小さいころからの夢で、ニコラを見て、夢を実現したいと強く思ったから。
- 三人兄弟の長女。弟と妹がいる。

## 出演

### 雑誌
- ニコラ（2014年10月号 - 2018年5月号、新潮社） - 専属モデル

### テレビ
- おはスタ（2015年4月 - 2016年3月24日、テレビ東京） - おはガール
  - ゲスト出演（2020年9月7日[注 1]）

### 映画
- 【推しの子】-The Final Act-（2024年12月20日公開予定） - 初代B小町のメンバー 役[3]

### 配信ドラマ
- 【推しの子】（2024年11月28日 - 12月5日、Amazon Prime Video） - 初代B小町のメンバー 役 役[3]

### 舞台
- 舞台『ヘブンバーンズレッド』（2025年10月31日 - 11月9日〈予定〉、東京ドームシティ シアターGロッソ） - 和泉ユキ 役[4]

## イメージガール
- CONOMi - イメージモデル
- ESSpiu - イメージモデル
- エース-アディダスバッグ - イメージモデル

### イベント
- nicola東京開放日2015（2015年3月26日）